# شركة اتحاد عذيب للاتصالات
شركة اتحاد عذيب للاتصالات هي ثاني شركة اتصالات تحصل على ترخيص من هيئة الاتصالات وتقنية المعلومات (CITC) لتأسيس شبكة خدمات الهاتف الثابت في المملكة العربية السعودية والتي تشمل تقديم خدمة الإنترنت عريض النطاق.

## عن الشركة
تأسست شركة اتحاد عذيب للاتصالات كشركة مساهمة سعودية، ويضم اتحاد عذيب للاتصالات كلاً من شركة بذار التجارية بحصة 16.1 % من اسهم الشركة، وشركة بتلكو البحرين بحصة 15.0 %، وشركة النهلة للتجارة والمقاولات بحصة 13.7 %، إضافة إلى كلاَ من شركة الإنترنت السعودية المحدودة، وشركة بذار للاتصالات وتقنية المعلومات المحدودة وشركة عذيب للصيانة والخدمات المحدودة.

## مرحلة التأسيس والاكتتاب
تقدمت شركة اتحاد عذيب للاتصالات بعرض الحصول على ترخيص الاتصالات الثابتة في المملكة في 10، مارس 2007، كواحدة من ضمن عشر شركات اتصالات، وصدر قرار مجلس إدارة هيئة الاتصالات وتقنية المعلومات، برئاسة معالي المهندس محمد جميل ملا وزير الاتصالات وتكنولوجيا المعلومات ورئيس مجلس إدارة الهيئة بتأهل ثلاثة عروض من أصل عشرة من ضمنها عرض شركة اتحاد عذيب للاتصالات.
وافق مجلس الوزراء السعودي على ترخيص إنشاء شركة اتحاد عذيب للاتصالات كشركة مساهمة سعودية برأس مال مليار ريال سعودي (266 مليون دولار)، وطرح 25 بالمائة من أسهمها للاكتتاب العام في 25 فبراير، 2008 ن وقامت الشركة بطرح 30 مليون سهم للاكتتاب العام والتي تمثل 30% من رأسمال الشركة البالغ مليار ريال سعودي، بقيمة 10 ريالات للسهم الواحدفي 24 يناير 2009 م، لمدة 10 أيام.
في 4 فبراير، 2009، أعلنت الشركة عن انتھاء الاكتتاب العام في شركة اتحاد عذيب للاتصالات وبنسبة تغطية تجاوزت (350 %) ثلاثمائة وخمسون بالمائة، ويعتبر ھذا الطرح ھو أول عملية اكتتاب عام تتم في المملكة خلال 2009 بعد ظروف الأزمة الاقتصادية العالمية.

## إطلاق الخدمات التجارية والتوسعة
عقدت الجمعية التأسيسية للشركة في 18 فبراير، 2009، حيث تم انتخاب الأمير عبد العزيز بن احمد بن عبد العزيز، رئيساً لمجلس إدارة الشركة، تلاه حفل إطلاق الشعار الرسمي للشركة «جو» في حفل اٌقيم بالرياض.
في 18 مارس 2008، وقعت شركة اتحاد عذيب للاتصالات عقد إنشاء البنية التحتية مع كل من شركة موتورولا و ZTE وويبرو العربية، بقيمة $ 165 مليون دولار وشمل العقد مجموعة خدمات متكاملة منها توفير خدمات تنظيم الشبكة وخدمات الدعم الفني.
لاحقاً في مارس 2009، بدأت شركة اتحاد عذيب للاتصالات «جو» مرحلة التشغيل التجريبي لشبكة الواي ماكس في مدينة الرياض.
حملة التسجيل المبكر
تسلمت شركة اتحاد عذيب للاتصالات شركة «جو» على رخصة الاتصالات الثابتة من هيئة الاتصالات وتقنية المعلومات في 5 أبريل، 2009، وتبعها انطلاق حملة التسجيل المبكر في كل من الرياض لتستمر مدة شهرين قبل الافتتاح الرسمي.
في يوم 6 يونيو، 2009، أعلنت شركة اتحاد عذيب للاتصالات «جو» في مؤتمر صحفي عقد بالرياض، عن إطلاق خدماتها تجارياً، حيث قامت الشركة بتوفير خدمة الإنترنت ذات النطاق العريض عبر شبكة الواي ماكس في مدينتي الرياض وجدة.↵وسعت شركة اتحاد عذيب للاتصالات «جو» تغطية شبكة الواي ماكس لتغطية كامل مدينة جدة والمدينة المنورة بحلول أغسطس، تليهما مكة المكرمة في سبتمبر والمنطقة الغربية كاملة قبل نهاية العام.
في يناير 2010، أعلنت «جو» عن إطلاقها الرسمي لخدماتها في الدمام والخبر، ثم توسعة التغطية لتشمل مدينتي الهفوف والقطيف وكامل المنطقة الشرقية. وتغطي شركة اتحاد عذيب للاتصالات «جو» حالياً 11 مدينة في المملكة بشبكة الواي ماكس، حيث تجاوزت الشركة متطلبات رخصة الاتصالات الثابتة من خلال تغطية 5 مناطق في سياق 9 أشهر.

## إطلاق الخدمات الصوتية
بدأت شركة اتحاد عذيب للاتصالات «جو» حملة «حجز الألرقام» ترويجاً لإطلاق خدماتها الصوتية، والتي تمكن المستخدم من حجز رفم هاتف ترحالي مميز يبدأ بـ08111.
في نوفمبر 2009، أعلنت الشركة عن انطلاق خدماتها الصوتية الترحالية في المملكة رسمياً، منهية بذلك احتكار الخدمات الثابة من قبل شركة الاتصالات السعودية لأول مرة في تاريخ المملكة العربية السعودية.↵المنتجات والخدمات
تقدم شركة اتحاد عذيب للاتصالات «جو» خدمات إنترنت النطاق العريض عبر الواي ماكس والصوتية الترحالية (خدمات الاتصالات عبر بروتوكول الإنترنت) وخدمة الفاكس.

## التقنيات
تعتمد شبكة «جو» على تقنية (802.16e) والتي تقوم على أساس أحدث المعايير القياسية لهذه التقنية؛ هذا الحلّ المتقدم بذبذبته العالية والتي تبلغ 3.5 GHz، ويستخدم أحدث أساليب المدخلات والمخرجات المتعددة - MIMO وتقنيات تشكيل الحزمة أو الحزمة الشعاعية., تم تنفيذ مخططات الذبذبات (RF) باستخدام أدوات تخطيط متقدمة من موتورولا.
النظام الفرعي لبروتوكول الإنترنت المتعدد الوسائط (IP Multi-Media Subsystem) من «جو» عبارة عن شبكة من الجيل القادم (NGN) قادرة على التعامل مع كافة أنواع الاتصال المحلية والعالمية، يدعم النظام جميع أنواع الاتصال بالعميل مثل الاتصال عبر شبكة الواي ماكس والخطوط الرقمية "DSL"وخطوط الألياف الضوئية ويوفر خدمات اتصالات بروتوكول الإنترنت (IP) بمستوى متقدم للغاية، ويضمن إمكانية الربط والتوصيل بجميع منافذ الخطوط السلكية واللاسلكية. كما أنّ هذا الحلّ متوافق تماماً مع البنية الهيكلية (IMS)المعتمدة قياسياً، حيث تتم الاتصالات بين كافة العناصر وعلى مختلف المستويات بشكل سهل لتحقيق درجة مرونة واستقرار عالية للنظام.
تقوم حلول (IP/MPLS) المستخدمة في «جو» على أساس شبكة مصمّمة بعناية، ومطوّرة خصيصاً لمعالجة مشكلات مثل السرعة والنمو وإدارة مستوى جودة الخدمة (QoS)، وهندسة حركة البيانات.

## مذكرة تفاهم مع موبايلي
في الثاني من ديسمبر 2012 أعلنت شركة اتحاد عذيب للاتصالات (جو (GOعن إبرامها مذكرة تفاهم بين شركة (موبايلي) وشركتها التابعة شركة (بيانات الأولى)، مدتها 90 يوماً من تاريخ التوقيع، حيث تقوم هذه المذكرة على التعاون وتبادل الخدمات بين الشركتين في مجال تكامل الخدمات المقدمة من قبلهما.
ونصت المذكرة على قيام (جوGO) بتزويد (موبايلي) بالخدمات الصوتية والخطوط الثابتة ما يتيح لشركة (موبايلي) توفير خدمات متكاملة تستهدف تقديم خدمات الاتصالات الصوتية والمعطيات الثابتة كحزمة واحدة عبر شبكة الألياف البصرية للمنازل السكنية والوحدات التجارية لخدمة مليون مشترك بعد الحصول على الموافقات النظامية.
وفي المقابل ستقوم (موبايلي) بالسماح لشركة (جوGO) باستخدام بنيتها التحتية لتقديم خدمات الاتصالات الصوتية والمعطيات عبر الشبكة الوطنية السعودية للألياف البصرية للوصول إلى جميع المدن والمحافظات الرئيسية بالمملكة بالإضافة إلى النفاذ للدول المجاورة. مما سيساعد شركة (جوGO)على زيادة رقعة الوصول لعملائها من كلا القطاعين المنزلي والتجاري، وبالتالي ستعزز مكانة الشركتين وقدرتهما التنافسية في السوق المحلي.
كما احتوت المذكرة على التعاون في مجال البيع بالجملة للخدمات المقدمة من قبل شركة (موبايلي)، ويأتي هذا التعاون من منطلق التكامل بين خدمات الشركتين المتميزة لتلبية المتطلبات على خدمات الاتصالات المتزايدة في ظل التطورات التنموية المتسارعة في المملكة.
وأعرب رئيس مجلس إدارة شركة اتحاد عذيب للاتصالات (جوGO) سمو الأمير عبد العزيز بن أحمد بن عبد العزيز عن سعادته وتفاؤله بتوقيع هذه المذكرة والتعاون مع شركة موبايلي، الشركة الرائدة والأكثر نموا في السوق السعودي، والتي سيكون لها تأثير إيجابي مباشر على قدرة وتنافسية الشركة في السوق المحلي.
من جهته أعرب الرئيس التنفيذي لشركة موبايلي المهندس خالد الكاف عن سعادته لتوقيع هذه المذكرة والتعاون مع شركة اتحاد عذيب للاتصالات (جوGO)، والتي من خلالها سيتم رفد الشركة بالخدمات الصوتية والخطوط الأرضية الثابتة والتي بدورها ستؤدي إلى تكامل الخدمات المقدمة من قبل شركة موبايلي وتابعتها وتعزيز مكانتها التنافسية.
ويأتي هذا التعاون من منطلق التكامل بين خدمات الشركتين المتميزة لتلبية المتطلبات على خدمات الأتصالات المتزايدة في ظل التطورات التنموية المتسارعة في المملكة.

## إلغاء مذكرة التفاهم مع موبايلي
لغت اتحاد عذيب للاتصالات "GO" السعودية اتفاقيتها الموقعة مع «بيانات الأولى» التابعة لشركة موبايلي مرجعة ذلك إلى وجود بعض الصعوبات الفنية واللوجستية وعدم تجاوز هذه الصعوبات من قبل شركة «بيانات».
وأيضاً بسبب قيام «بيانات» بتقديم عرض آخر يختلف عن ما جاء في مذكرة التفاهم الموقعة سابقا بينهما. وذلك بحسب الشركاء المؤسسين في شركة اتحاد عذيب للاتصالات.
وأشار بيان «عذيب» إلى أن العرض الأخير من بيانات الأولى يعرّض مساهمي عذيب، خاصة صغار المساهمين للكثير من الالتزامات، دون أي مشاركة من قبل شركة بيانات.
وأكد بيان «عذيب» رغبة مساهمي الشركة الرئيسيين بعدم تعرض مساهمي الشركة بشكل عام لأي تخفيض لرأسمال الشركة والدخول مع شركة بيانات بإجراءات غير مضمونة النتائج، وهو الأمر الذي دفع المساهمين لاتخاذ قرار بإيقاف جميع المفاوضات الخاصة بهذا الموضوع.

## إتفاقية الشركة مع شركة الاتصالات السعودية stc
أعلنت شركة اتحاد عذيب للاتصالات (جو) توقيعها بتاريخ 4 يونيو 2014م اتفاقية حق استخدام (Indefeasible Rights of Use) مع شركة «الاتصالات السعودية».
وبحسب بيان للشركة على «تداول» منحت شركة الاتصالات السعودية بموجب هذه الاتفاقية لشركة «اتحاد عذيب» حق استخدام غير قابل للإلغاء وذلك لمدة 15 سنة لـ 30 ألف نقطة وصول (Ports) على شبكة الألياف الضوئية التابعة لها.
كم تتيح اتفاقية حق الاستخدام للطرفين الاتفاق على زيادة عدد نقاط الوصول المستخدمة من قبل شركة اتحاد عذيب في المستقبل لتصل إلى 100 ألف نقطة وصول، حيث ستستخدم هذه النقاط لتقديم خدمات الإنترنت ذات النطاق العريض وخدمات الهاتف الثابت للقطاع السكني وقطاع الأعمال الخاص بالمؤسسات الصغيرة.
وقالت «عذيب» إن هذه الاتفاقية ستتيح لها زيادة قدرتها التنافسية في هذا القطاع الحيوي وذلك من خلال زيادة رقعة انتشار خدماتها وتنوعها بالإضافة إلى زيادة دخلها المالي والذي بالتالي سيؤدي إلى تحسين قدراتها المالية والاستمرارية في سعيها الدائم إلى إيجاد موقع ثابت لها في سوق الاتصالات المتنامي في المملكة العربية السعودية.
و كانت شركة اتحاد عذيب للإتصالات (جو) قد أنهت إتفاقية حق استخدام (Indefeasible Rights of Use) الموقعة مع شركة بيانات الأولى لخدمات الشبكات (شركة بيانات) إحدى الشركات التابعة لشركة اتحاد اتصالات «موبايلي».
وكانت الاتفاقية التي وقعت في 30 مارس 2014 تنص على منح «عذيب» حق استخدام 50 ألف نقطة وصول على شبكة الألياف الضوئية التابعة لـ«بيانات»

## نتائج السنة المالية
في مايو، 2010، أعلنت شركة اتحاد عذيب للاتصالات «جو» النتائج المالية لسنتها الأولى والتي تبدأ منذ إنشاء الشركة 26 فبراير 2009 م وحتى 31 مارس 2010 م:
1. 1.بلغ صافي الخسارة 379 مليون ريال
2. 2.بلغت خسارة السهم 3,79 ريال
3. 3. بلغت مجمل الخسارة 44 مليون ريال
4. 4.بلغت الخسائر التشغيلية 380 مليون ريال
5. 5.بلغت تكاليف ماقبل التاسيس 20.5 مليون ريال

لا يوجد ارقام مقارنة حيث ان هذه تعتبر أول فترة مالية للشركة وتعزو شركة اتحاد عذيب للاتصالات هذه الخسائر إلى أن الشركة باشرت أعمالها حديثاً وأن إيراداتها المُسجلة هي فقط لثلاثة أشهر في حين أن المصروفات هي لثلاثة عشر شهراً منذ إنشاء الشركة في 26 فبراير 2009 م حيث أن الشركة بدأت نشاطها التجاري الكامل في 1 يناير 2010 م بعد اكتمال شبكتها في المنطقة الشرقية.

## هيئة سوق المال توقف تداول سهم «عذيب»
قررت هيئة السوق المال وقف أسهم شركة (اتحاد عذيب) عن التداول اعتبارا من الأربعاء 25 -3 -2011 بعد أن خسرت أكثر من 95% من رأس المال المقدر بـ مليار ريال.وقالت الهيئة في بيانها أن التداولات على أسهم شركة عذيب لن تعود إلى أن تعدل الشركة أوضاعها، وعند انقضاء ستة أشهر من تاريخ هذا القرار دون أن تتخذ الشركة الإجراءات اللازمة لتعديل أوضاعها، تنظر الهيئة في اتخاذ الإجراءات المناسبة.↵ويأتي قرار الهيئة بإيقاف أسهم شركة عذيب بعد أن بلغت الخسائر المتراكمة للشركة عقب إعلان النتائج المالية السنوية للشركة السنة المالية تنتهي يوم 31 مارس أكثر من 95% من رأس المال المقدر بـ مليار ريال

## التاريخ
حصلت اتحاد عذيب للاتصالات على ترخيص من هيئة الاتصالات وتقنية المعلومات (CITC) في 02-05-1428هـ؛ وذلك لتأسيس شبكة خدمات الهاتف الثابت في المملكة العربية السعودية والتي تشمل تقديم خدمة الأنترنت عريض النطاق ومحطة الإتصال الدولي. وهذا الاتحاد هو عبارة عن شراكة تم تأسيسها برأسمال قدره مليار ريال سعودي، ويضم كلاً من (شركة عذيب التجارية، شركة الإنترنت السعودية المحدودة، شركة عذيب للكمبيوتر والإتصالات المحدودة، شركة عذيب للصيانة والخدمات المحدودة، شركة النهلة للتجارة والمقاولات، شركة بتلكو البحرين، شركة تراكو). كماحصلت على الطيف الترددي (3.5) غيغاهيرتز وبتغطية واسعة تشمل 13 منطقة على مستوى المملكة العربية السعودية بتكلفة مقدارها 522.9 مليون ريال بالإضافة إلى الترخيص الخاص بتقديم خدمات الهاتف الثابت الجديدة والذي كلفها نحو 5 ملايين ريال سعودي.

## النشاط
تقديم مختلف خدمات الهاتف الثابت والخدمات اللاسلكية مثل الاتصالات الصوتية الهاتفية، خدمات البيانات، خدمات الإنترنت السريع (النطاق العريض)، خدمات الاتصالات الصوتية عبر الإنترنت ومحطات الإتصال الدولي؛ وذلك سواء عبر تقنية (واي ماكس - WiMax (و خطوط الهاتف الثابت وعبر كوابل الألياف البصرية لجميع العملاء سوءا كانوا أفراد أو في المنازل أو الشركات.

## البيانات
| تاريخ التأسيس | تاريخ الادراج | الرمز الدولي | نهاية السنة المالية | مراجعي الحسابات                                 |
| ------------- | ------------- | ------------ | ------------------- | ----------------------------------------------- |
| 25-02-2009    | 31-03-2009    | SA128G53E019 | 31/03               | مكتب العظم والسديري محاسبون قانونيون واستشاريون |

## ملف الأسهم
| رأس المال المصرح به (ريال سعودي) | عدد الأسهم المصدرة | رأس المال المدفوع (ريال سعودي) | القيمة الاسمية للسهم | القيمة المدفوعة للسهم |
| -------------------------------- | ------------------ | ------------------------------ | -------------------- | --------------------- |
| 89,999,000                       | 8,999,900          | 89,999,000                     | 10                   | 10                    |

* آخر تحديث:2022-01-24

## تغيرات في راس المال
| تاريخ اعلان التوصية | نوع الإصدار     | تاريخ الاستحقاق | رأس المال الجديد | رأس المال السابق | الفرق التراكمي    | ملاحظات |
| ------------------- | --------------- | --------------- | ---------------- | ---------------- | ----------------- | ------- |
| 2021-10-11          | تخفيض رأس المال | 2022-01-23      | 89,999,000       | 228,529,000      | - (2,085,001,000) |         |
| 2020-01-23          | تخفيض رأس المال | 2020-02-27      | 228,529,000      | 350,529,000      | - (1,946,471,000) |         |
| 2019-03-24          | تخفيض رأس المال | 2019-04-24      | 350,529,000      | 472,500,000      | - (1,824,471,000) |         |
| 2018-01-18          | تخفيض رأس المال | 2018-02-13      | 472,500,000      | 630,000,000      | - (1,702,500,000) |         |
| 2017-02-13          | تخفيض رأس المال | 2017-04-10      | 630,000,000      | 1,575,000,000    | - (1,545,000,000) |         |
| 2011-08-06          | حقوق الاولوية   | 2012-01-14      | 1,575,000,000    | 400,000,000      | - (600,000,000)   |         |
| 2011-04-20          | تخفيض رأس المال | 2011-08-06      | 400,000,000      | 1,000,000,000    | - (600,000,000)   |         |

* آخر تحديث:  2021/01/19